# Grupa etniczna

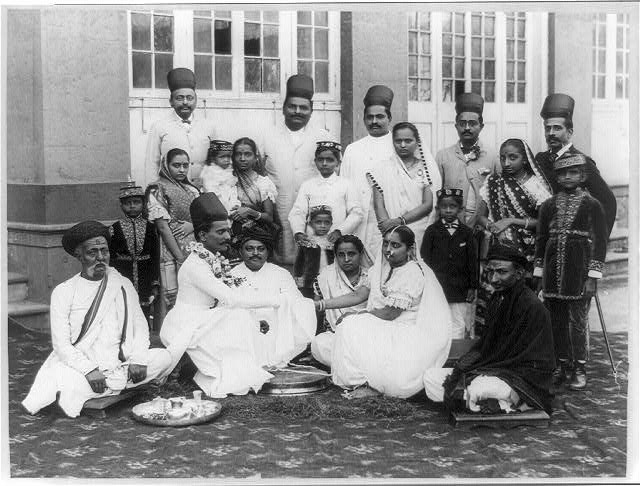
Grupa etniczna

Grupa etniczna – grupa ludzi, identyfikujących się ze sobą w oparciu o wspólne doświadczenia społeczne, kulturowe, narodowe oraz historyczne. Przynależność do grupy etnicznej najczęściej wiąże się jednym lub kilkoma wspólnymi elementami: dziedzictwem kulturowym, językiem, strukturą społeczną, wierzeniami, rytuałami, kuchnią, ubiorem czy wyglądem zewnętrznym.
Większe grupy etniczne mogą dzielić się na mniejsze podgrupy (np. plemiona lub klany), które wskutek endogamii lub fizycznej izolacji od grupy dominującej mogą z czasem stać się oddzielną grupą etniczną. Odwrotnie też, odrębne grupy mogą połączyć się i stopić ze sobą. Niezależnie od tego czy w grę wchodzi podział czy fuzja proces powstania świadomości etnicznej określany jest etnogenezą.
Grupa etniczna to termin odnoszący się do społeczności odznaczającej się wspólnotą cech kulturowych, która najczęściej (choć nie zawsze) związana jest z określonym terytorium etnicznym.
Może tworzyć potencjalne warunki do powstania narodu, gdy jej cechy, czy też silne zespolenie historyczne prowadzą do powstania wspólnej tożsamości kulturowej i potrzeby jej organizacyjnego wyrazu. Tym samym rozpatrywać ją można jako jedno ze stadiów procesu narodowotwórczego. Może ona być wynikiem podziałów społeczeństwa na określonym terytorium etnicznym, a także składową procesów kształtowania się nowych grup etnicznych. Grupę etniczną, która nie jest narodem, ale posiada pewne jego cechy, nazywa się narodowością. Świadomość grupy etnicznej różni się od świadomości narodowej tym, że nie posiada ona tak precyzyjnego, bogatego w szczegóły wizerunku samej siebie. Cechy grupy nie są kultywowane w pełni świadomie, ale drogą nieintencjonalnej regulacji wewnętrznej odbywającej się poprzez oddziaływanie otoczenia na jednostkę. Rzeczą, która wyodrębnia grupę etniczną, nie jest zbiór jej własnych cech, lecz wspólny dla jej członków wizerunek grupy obcej, to co odróżnia „innych” od „nas”. Dla poczucia więzi etnicznej nieistotne są więc właściwości i cechy grupy jako takie, lecz rozpatrywanie ich w odniesieniu do grupy sąsiedniej, w kontekście pozwalających mówić o odrębności różnic kulturowych. Poczucie etniczności rodzi się więc najczęściej w sytuacji kontaktu międzygrupowego, stanowiąc jego rezultat.
Jedną z bardzo istotnych ról w tworzeniu się świadomości etnicznej odgrywa religia, która dla wielu grup jest podstawowym czynnikiem wspierającym odpór asymilacyjny, kształtującym tradycje i tożsamość narodową. Szczególnym przykładem religii etnicznej jest judaizm, który określa tożsamość Żydów. Dzięki niej grupa przetrwała ponad dwa tysiące lat w diasporowym rozproszeniu i zachowała własną odrębną kulturę.
Grupa etniczna nie może być uznana za grupę społeczną ze względu na to, że jej członkowie nie zawsze się z nią utożsamiają, a poczucie przynależności nie musi też stanowić o bliskiej więzi między jej członkami. Podobnie nie można jej uznać za kategorię społeczną, gdyż nie musi być ona związana rzeczywistą wspólnotą pochodzeniową i kulturą.
Grupę etniczną niekiedy mylnie identyfikuje się z mniejszością narodową albo grupą regionalną (grupą etnograficzną).

## Definicje
Definicje grupy etnicznej często różnią się od siebie.
Według Kazimierza Moszyńskiego grupa etniczna jest to grupa ludzka cechująca się: 1) odrębnym językiem lub co najmniej silnie wyróżniającą się gwarą, 2) poczuciem pewnej bliskości łączącej jej członków przy poczuciu obcości w stosunku do analogicznych grup innych, 3) odrębną nazwą w ustach własnych lub przynajmniej w ustach grup sąsiednich/geograficznie bliskich, 4) mniej lub bardziej swoistą kulturą.
Według Maxa Webera jedną z najistotniejszych cech grupy etnicznej jest przeświadczenie o wspólnym pochodzeniu, które stanowi łącznik społeczny bez względu na to czy jest zgodne z rzeczywistością czy nie. Grupa etniczna jest wobec tego konstruktem, gdyż opiera się na subiektywnej wierze. Koncepcja Maxa Webera była sprzeczna; z ówczesnym przekonaniem o tym, że różnice społeczno-kulturowe i behawioralne wynikają z dziedziczenia cech, ze wspólnego pochodzenia (wówczas stosowano termin „rasa”). Ponadto badacz twierdził, że tworzenie grupy wynika z dążenia do monopolizacji władzy i statusu.
Wielu badaczy społecznych, takich jak antropolodzy Fredrik Barth i Eric Wolf, nie uważa tożsamości etnicznej za uniwersalną. Etniczność jest wynikiem specyficznych interakcji między grupami, a nie wrodzonej właściwości grup ludzkich. Wspólna kultura jest rezultatem kontaktu międzygrupowego, nie zaś definicyjną cechą sposobu zorganizowania grupy etnicznej.
Fredrik Barth był jednym z najbardziej wpływowych teoretyków grup etnicznych. Jego esej „Grupy i granice etniczne” z 1969 roku przyczynił się do rozpowszechnienia terminu w naukach społecznych w latach 80. i 90. XX wieku. Barth poszedł dalej niż Weber kładąc szczególny nacisk na konstruowany charakter etniczności. Według niego jest ona negocjowana i renegocjowana zarówno poprzez wewnętrzną, jak i zewnętrzną identyfikację. W tej koncepcji grupy etniczne nie są  izolatami kulturowymi, tożsamości etniczne są ze sobą powiązane i wzajemnie się kształtują.
Według Thomasa Eriksena studia nad etnicznością przez długi czas były zdominowane przez dwie debaty: pomiędzy prymordializmem i instrumentalizmem oraz pomiędzy konstruktywizmem i esencjalizmem.  Według prymordializmu członkowie grupy postrzegają więzi etniczne jako coś danego z zewnątrz, niekiedy nawet przymusowo. Z kolei podejście instrumentalne traktuje etniczność przede wszystkim jako element stworzony ad hoc w wyniku strategii politycznej w celu zrealizowania interesów jednostki takich jak wzrost bogactwa, władza, status społeczny.
Konstruktywiści postrzegają narodową czy etniczną tożsamość jako produkt uwarunkowany historycznie. Esencjaliści natomiast uważają je za ontologiczne kategorie definiujące podmioty społeczne, nie zaś wynik społecznych działań.
Z czasem debaty te musiały zostać zastąpione, zwłaszcza w antropologii, próbą odpowiedzenia na coraz bardziej upolitycznione formy samoreprezentacji przez członków grup etnicznych i narodów. Odnosi się to zwłaszcza do wielokulturowości w takich krajach jak np. Stany Zjednoczone i Kanada, które są zróżnicowane poprzez dużą liczbę różniącej się tożsamością etniczną ludności napływowej. 
W 1978 roku antropolog Ronald Cohen stwierdził, że identyfikacja grupy etnicznej w naukach społecznych zwykle nie odpowiada realiom, a stanowi niedokładne, narzucone etykiety. W ten sposób wykazał fakt, że określenie grupy przez osoby z zewnątrz może nie pokrywać się z autoidentyfikacją jej członków.

## Terminologia
Termin „etniczny” wywodzi się od greckiego słowa εθνος, ethnos (a dokładniej od przymiotnika ἐθνικῶς, ethnikos, który przeszedł do języka łacińskiego jako ethnicus). W starożytnej Grecji mógł się odnosić do grupy towarzyszy czy po prostu każdej większej zbiorowości, a także do stada zwierząt, czy też roju owadów. W Grecji klasycznej termin nabrał znaczenia porównywalnego z obecną koncepcją grupy etnicznej, zawierającego się w słowach „naród” i „ludzie”. Za czasów hellenistycznych został on jeszcze bardziej zawężony do obcych, barbarzyńskich narodów (w wiekach późniejszych określanych pogańskimi).
Aleksandryjscy Żydzi w tłumaczeniu na grecki Septuaginty używali pojęcia ethnos do określenia ludów innych niż Izraelici. Późnołacińskie ethnicus znane z Wulgaty oznaczało po prostu pogan. Przez kilka epok ethnos uległ zapomnieniu, do interpretacji terminu jako rasy, ludzi, narodu, powrócono dopiero w XIX wieku, gdy pojawił się w estetyce francuskiej wraz z problematyką rasową. W latach 30. XX wieku wyłonił się termin grupa etnograficzna. Proces powstawania etniczności pod nazwą etnogenezy pojawia się w literaturze etnologicznej od około 1950 roku.

## Etnos
Termin etnos stosowany na określenie każdej wspólnoty etnicznej niezależnie od wielkości, stopnia wewnętrznego zorganizowania lub typu etnicznej tożsamości, która wyodrębnia się wśród innych sąsiadujących z nią grup charakterystyczną kulturą ukształtowaną w procesie rozwoju historycznego.
W latach 60. XX wieku był niezwykle popularny w etnografii sowieckiej. Współcześnie zaś stosowany jest jako synonim grupy etnicznej i jest bliski pojęciu tożsamości etnicznej, niekiedy też narodu. Może określać organizm etnospołeczny, czyli odrębne społeczeństwo, lub kulturowy. Ponieważ kultura podlega zmianom, różnicuje się lub ujednolica, można wyodrębnić kilka etnosów w obrębie jednego, szerszego.

## Asymilacja
Wskutek zmian języka, akulturacji, adaptacji i religijnej konwersji, możliwe jest opuszczenie jednej grupy i wejście do innej (z wyjątkiem grup etnicznych, podkreślających czystość rasową jako kluczowe kryterium członkostwa).
Grupy etniczne często ulegają ludobójstwu kulturowemu, czy też asymilacji. Szczególnie zjawisko to ma miejsce wśród grup tubylczych, mało liczebnych, których kultury nie są w stanie przeciwstawić się tendencjom unifikującym, migracjom czy małżeństwom mieszanym. Tracąc moc i zdolności międzypokoleniowego odtwarzania swojej kultury, powoli znikają, wtapiając się w otaczające je populacje dominujące.

## Grupa etniczna a naród
Termin „grupa etniczna” jest często używany zamiennie z niejednoznacznymi określeniami takimi jak „naród” czy „lud”. Pojęcia grupy etnicznej i narodu są do siebie zbliżone i trudno jednoznacznie nakreślić ich granice. Według niektórych źródeł narodem jest grupa ludzi posiadająca własne państwo. Według innych do narodów zaliczamy również te społeczności, które dążą do utworzenia własnych organów państwowych (separatyzm). Przyjęcie drugiego z tych kryteriów oznaczałoby rozszerzenie listy narodów o kolejne grupy etniczne, m.in.: Kurdów, czy Basków. Na świecie istnieje również wiele państw wieloetnicznych (np.: Belgia, Kanada, Szwajcaria). Dlatego też pojawiły się definicje narodów politycznych, np. Belgów, Brytyjczyków, Kanadyjczyków czy Szwajcarów, które jednak nie opisują ich jednoznacznie ani jako naród, ani jako grupa etniczna.

## Konflikty etniczne
Obecność wielu dużych grup etnicznych na terenie jednego państwa może skutkować zaistnieniem konfliktu etnicznego. Ich geneza jest niejednokrotnie złożona. Można wyróżnić konflikty etniczne, które są spowodowane dążeniem danego narodu do niepodległości. Sytuacja taka występuje powszechnie w państwach byłej Jugosławii (np. w Kosowie), a także w Kraju Basków. Ponadto pojawiają się konflikty związane z rywalizacją dwóch grup etnicznych na terenie jednego państwa. Sytuację taką obserwuje się w Rwandzie, gdzie dwa plemiona – Tutsi oraz Hutu od dziesięcioleci zabiegają pomiędzy sobą o ziemię i władzę w państwie. Jednocześnie nie pojawiają się tam dążenia niepodległościowe.